# Филип II фон Боланден
Филип II фон Боланден (на немски: Philipp III von Bolanden; † 1187/1198) е господар на Боланден и Фалкенщайн в Пфалц.

## Произход и наследство
Той е големият син на Вернер II фон Боланден, фогт на Ингелхайм († ок. 1198), и съпругата му Гуда фон Вайзенау († 1180), дъщеря на Дудо II фон Вайзенау. По-макият му брат Вернер фон Боланден († сл. 1219) е каноник в Майнц.
През 1185 – 1187 г. Филип е при Хайнрих VI на юг, където умира. Около 1220 г. фамилията се разделя на линиите Боланден, Фалкенщайн и Хоенфелс.

## Фамилия
Филип II се жени за Хилдегард фон Хагенхаузен, дъщеря на Герхард I фон Хагенхаузен (ок. 1131 – 1178), или на Хилдегард фон Епщайн, дъщеря на граф Готфрид I фон Епщайн († сл. 1166/сл. 1178). Те имат децата:
- Вернер III фон Боланден († 1221), женен 1195 г. за Агнес фон Изенбург-Браунсберг
- Филип III (II) († 1220), женен пр. 1220 г. за Беатрикс фон Кирбург († сл. 1240)
- Ирментруд фон Боланден († сл. 1256), омъжена I. за Валтер II Шенк фон Шюпф († сл. 1218), II. пр. 1223 г. за граф Хайнрих I фон Сарверден, господар на Киркел († 1242)
- Гуда фон Боланден († 1219), омъжена 1187 г. за Рейнграф Волфрам фон Щайн († 1220), родители на Зигфрид, епископ на Регенсбург (1227 – 1246).